# Martin Bidaur
Martin Bidaur, de nombre de nacimiento Peru Iparragirre; (Toulouse, Occitania, 30 de julio de 1996) es un poeta francés que escribe en euskera. Actualmente reside en San Sebastián (Guipúzcoa) y estudia Filosofía.

## Carrera literaria
En 2013 fue cofundador del grupo literario ITU Banda y también de la revista literaria Lekore. Esta revista quiere ser una ventana para los trabajos literarios de la gente joven de Euskal Herria. La banda literaria ITU es la editora de la revista.
Ha iniciado su andadura literaria con el libro de poemas Itzulera (2017, Susa), que le ha hecho merecedor del Premio Honorífico Lauaxeta de Poesía en la categoría de menores de 35, una obra que indaga en el yo poético cuyo autor, según el jurado, «tiene la habilidad de decir las cosas de un modo tan bello como crudo».

## Premios
- 2018: Premio Honorífico Lauaxeta de Poesía en la categoría de menores de 35 años por Itzulera.[7]

## Obra
- Itzulera (2017, Susa)[4][5][6]